# بدفورد پارک (ایلینوی)
بدفورد پارک (به انگلیسی: Bedford Park) یک منطقهٔ مسکونی در ایالات متحده آمریکا است که در شهرستان کوک (ایلینوی) واقع شده‌است. بدفورد پارک ۱۵٫۶۴ کیلومتر مربع مساحت و ۵۸۰ نفر جمعیت دارد.